# Cremastus bulbosus
Cremastus bulbosus là một loài tò vò trong họ Ichneumonidae.